# An Evening with: Bon Jovi
An Evening with: Bon Jovi es el sexto video de Bon Jovi, editado en 1993 de un concierto del 27 de octubre de 1992 en Kaufman Astoria, Nueva York; contiene:
- With A Little Help From My Friends
- Love For Sale
- Lay Your Hands On Me
- Blaze Of Glory
- Little Bit Of Soul
- Brother Louie
- Bed Of Roses
- Livin' On A Prayer
- Fever
- We Gotta Get Out Of This Place
- Wanted Dead Or Alive
- I'll Sleep When I'm Dead
- Bad Medicine
- Keep The Faith

- Datos: Q2620642